# Allerup Station
Allerup Station er et nu nedlagt trinbræt på Odsherredsbanen på strækningen mellem Stenhus Station og Mårsø Station.
Stationen blev anlagt som en holdeplads, hvor den daværende hovedvej A4 (i dag Kalundborgvej) krydser jernbanen. Først var der udelukkende anlagt perron på den østlige side af overkørslen, men i 1938 blev der også anlagt på den vestlige side.
Stationen ligger ca. 3 kilometer fra Holbæk. Allerup bliver i dag betjent af busser.
|  | Denne artikel om stationen Allerup Station kan blive bedre, hvis der indsættes et (bedre) billede. Du kan hjælpe ved at afsøge Wikimedia Commons for et passende billede eller uploade et godt billede til Wikimedia Commons iht. de tilladte licenser og indsætte det i artiklen. |